# Kiyotaka Hayakawa
Kiyotaka Hayakawa (jap. 早川清孝 Hayakawa Kiyotaka; ur. 17 lipca 1946 w prefekturze Fukuoka, zm. 29 marca 2005 w Nishinomiyi) – japoński piłkarz ręczny.
Wystąpił w 5 meczach reprezentacji Japonii na igrzyskach olimpijskich w 1972, na których japońska kadra zajęła 11. miejsce.
Zmarł 29 marca 2005 w szpitalu w Nishinomiya na białaczkę. Pogrzeb odbył się dwa dni później w tym samym mieście.